# Nikolai Zabolotny
Nikolai Archilovich Zabolotny (tiếng Nga: Николай Арчилович Заболотный; sinh ngày 16 tháng 4 năm 1990) là một thủ môn bóng đá chuyên nghiệp người Nga, hiện đang thi đấu cho câu lạc bộ PFC Sochi.

## Sự nghiệp câu lạc bộ
Anh có màn ra mắt cho đội chính của F.K. Spartak Moskva vào ngày 2 tháng 4 năm 2011 trong trận đấu tại Giải bóng đá ngoại hạng Nga trước F.K. Kuban Krasnodar.
Vào ngày 8 tháng 9 năm 2017, hợp đồng với FC Ural Yekaterinburg bị hủy bỏ do thỏa thuận đôi bên.

## Thống kê sự nghiệp
Tính đến 1 tháng 2 năm 2014
| Câu lạc bộ          | Div                 | Mùa giải            | Giải vô địch | Giải vô địch | Cúp     | Cúp       | Châu Âu | Châu Âu   | Tổng cộng | Tổng cộng |
| Câu lạc bộ          | Div                 | Mùa giải            | Số trận      | Bàn thắng    | Số trận | Bàn thắng | Số trận | Bàn thắng | Số trận   | Bàn thắng |
| ------------------- | ------------------- | ------------------- | ------------ | ------------ | ------- | --------- | ------- | --------- | --------- | --------- |
| Spartak Moskva      | D1                  | 2010                | 0            | 0            | 1       | 0         | 0       | 0         | 1         | 0         |
| Spartak Moskva      | D1                  | 2011–12             | 6            | 0            | 1       | 0         | 0       | 0         | 7         | 0         |
| Spartak Moskva      | D1                  | 2012–13             | 0            | 0            | 0       | 0         | 0       | 0         | 0         | 0         |
| Spartak Moskva      | Tổng cộng           | Tổng cộng           | 6            | 0            | 2       | 0         | 0       | 0         | 8         | 0         |
| F.K. Rostov         | D1                  | 2012-13             | 1            | 0            | 1       | 0         | 0       | 0         | 2         | 0         |
| F.K. Rostov         | Tổng cộng           | Tổng cộng           | 1            | 0            | 1       | 0         | 0       | 0         | 2         | 0         |
| Tổng cộng sự nghiệp | Tổng cộng sự nghiệp | Tổng cộng sự nghiệp | 7            | 0            | 3       | 0         | 0       | 0         | 10        | 0         |